# Türksat 4A
Türksat 4A est un satellite de télécommunications turc. 